# Elecciones generales de Tanzania de 2000
Las elecciones generales de Tanzania de 2000 contemplaron la renovación de 231 de los 295 escaños parlamentarios, a través de un sistema de elección mixto. Al mismo tiempo, se eligió al Presidente de la República. Se llevaron a cabo el 29 de octubre de 2000. También se escogió al Presidente de Zanzíbar, una elección de una región semi-autónoma, que también escoge su propia Cámara de Representantes.

## Sistema electoral

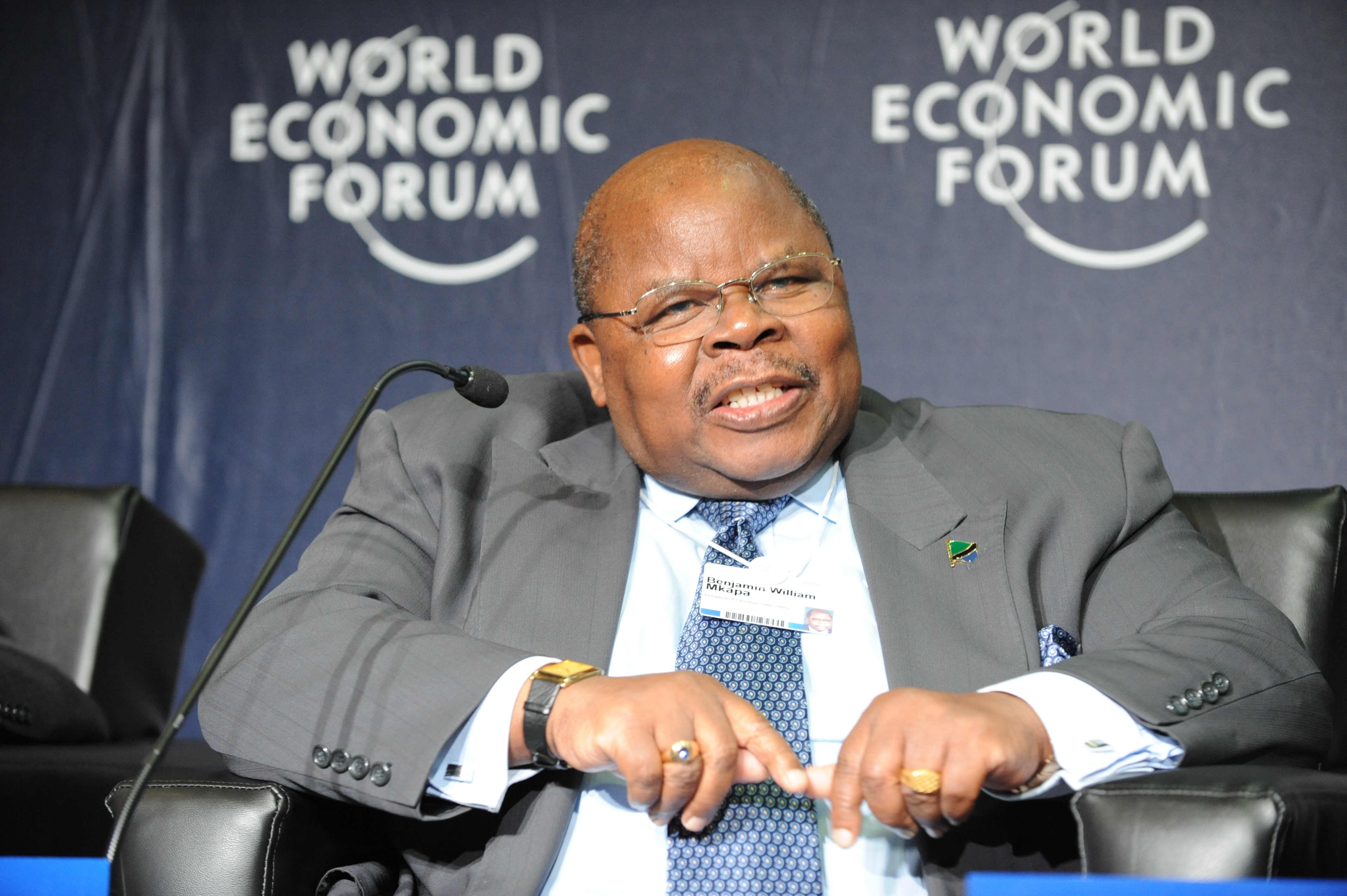
Presidente Benjamin William Mkapa, reelecto en 2000.

El sistema electoral utilizado en Tanzania es similar al de los demás países que formaron parte de la colonia británica de naciones africanas. Todo el país está demarcado por circunscripciones y distritos electorales. Cada circunscripción elige a su representante al parlamento, es uninominal (solo se elige 1 por circunscripción). Cada distrito elige un concejal para que le represente en el Consejo Regional.
El candidato presidencial debe ser oriundo de una parte de la República y su compañero de lista, candidato a la vicepresidencia, debe ser de otra parte de la República Unida de Tanzania. Es elegido cada 5 años por voto directo y popular. El candidato escogido debe superar el 50% de los votos para ser declarado Presidente junto a su vicepresidente. De no tener esta mayoría absoluta se realizará un balotaje o segunda vuelta electoral entre las dos primeras mayorías relativas.
Tanzania también tiene un sistema de representación proporcional de acuerdo a los votos. En las elecciones legislativas, hay asientos especiales para mujeres. También hay 5 miembros que provienen de la Cámara de Representantes de Zanzíbar, una región semi-autónoma de Tanzania. Finalmente, forman parte de la Asamblea Nacional el fiscal general y 10 personas nombradas por el Mandatario.

## Antecedentes electorales
Antes de las elecciones de 2000 se modificó la Constitución para aumentar el número de asientos especiales para ser no menos del 20% pero no más del 30%.
Se registraron un total de 862 candidatos para las elecciones. La campaña fue en gran medida pacífica, donde abundaron propuestas de reformas económicas y lucha contra la corrupción. Sin embargo la situación económica general del país sigue siendo de extrema pobreza. El Frente Cívico Unido mantuvo sus críticas a su exclusión de los medios de comunicaciones, además insistieron en otorgar mayor autonomía a Zanzíbar.
La Comisión Nacional Electoral publicó varios códigos de conducta con el fin de regular el comportamiento de los partidos. Hubo observadores nacionales e internacionales, así como amplia cobertura mediática. En cuanto a la cobertura, el NEC llamó a los periodista "dar información justa, equilibrada e imparcial, dando espacio y tiempo a todos los lados de un problema y de proporcionar a cualquier parte agraviada su derecho a réplica". El código dio instrucciones a los periodistas para proporcionar información y educación electoral en un formato accesible, promoviendo los valores democráticos e investigar todas las cuestiones relacionadas con las elecciones. Los observadores internacionales elogiaron al NEC por su desempeño en estas elecciones, en contraste con las muchas preocupaciones que surgieron sobre las elecciones previas de 1995.

## Resultados electorales

### Presidenciales
|  | 71,74 % |

|  | 16,26 % |

|  | 7,80 % |

|  | 0,27 % |

|  | 95,9 % |

|  | 4,1 % |

|  | 100,0 % |

|  | 84,4 % |

### Asamblea Nacional
|  | 65,19 % |

|  | 12,54 % |

|  | 9,19 % |

|  | 4,44 % |

|  | 4,23 % |

|  | 3,61 % |

|  | 0,21 % |

|  | 0,14 % |

|  | 0,14 % |

|  | 0,11 % |

|  | 0,04 % |

|  | 0,00 % |

|  | 94,3 % |

|  | 5,7 % |

|  | 100,0 % |

|  | 70,37 % |

## Provincia de Zanzíbar
Es una región semi-autónoma de Tanzania, con gobierno propio y Cámara de Representantes separada de la cámara unicameral nacional. Es la única provincia del país que posee esos privilegios por estar constituida por un archipiélago que pertenecen a Tanzania.
Elige a su propio Presidente quien es la cabeza de estado para los asuntos internos de la isla y es elegido por voto popular por espacio de 5 años. El poder legislativo local reside en la Cámara de Representantes, con 50 escaños elegidos por voto universal, elegidos cada 5 años, que general leyes especiales para las islas.
Los comicios se desarrollaron de manera conjunta con la elección en todo Tanzania. Sin embargo, hubo una repetición en 16 de las 50 circunscripciones electorales que posee Zanzíbar el 5 de noviembre de 2000, después que la Comisión Electoral de Zanzíbar anulara los resultados del 29 de octubre, debido a enormes irregularidades en el proceso.

### Resultados electorales de Zanzíbar

#### Presidenciales
|  | 67,04 % |

|  | 32,96 % |

|  | 97,9 % |

|  | 2,1 % |

|  | 100,0 % |

|  | 86,6 % |

#### Cámara de Representantes
|  | 66,42 % |

|  | 31,89 % |

|  | 0,31 % |

|  | 0,28 % |

|  | 0,16 % |

|  | 0,08 % |

|  | 0,06 % |

|  | 0,06 % |

|  | 97,84 % |

|  | 2,16 % |

|  | 100,00 % |

|  | 81,61 % |